# Kuchnia indyjska

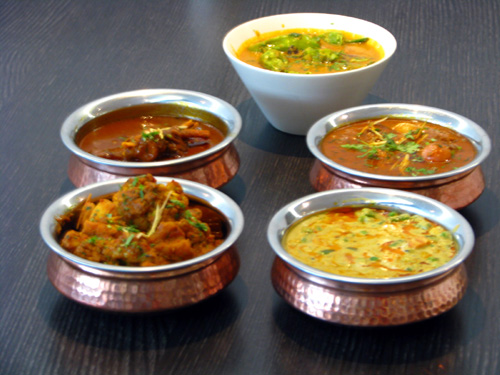
Indyjskie curry

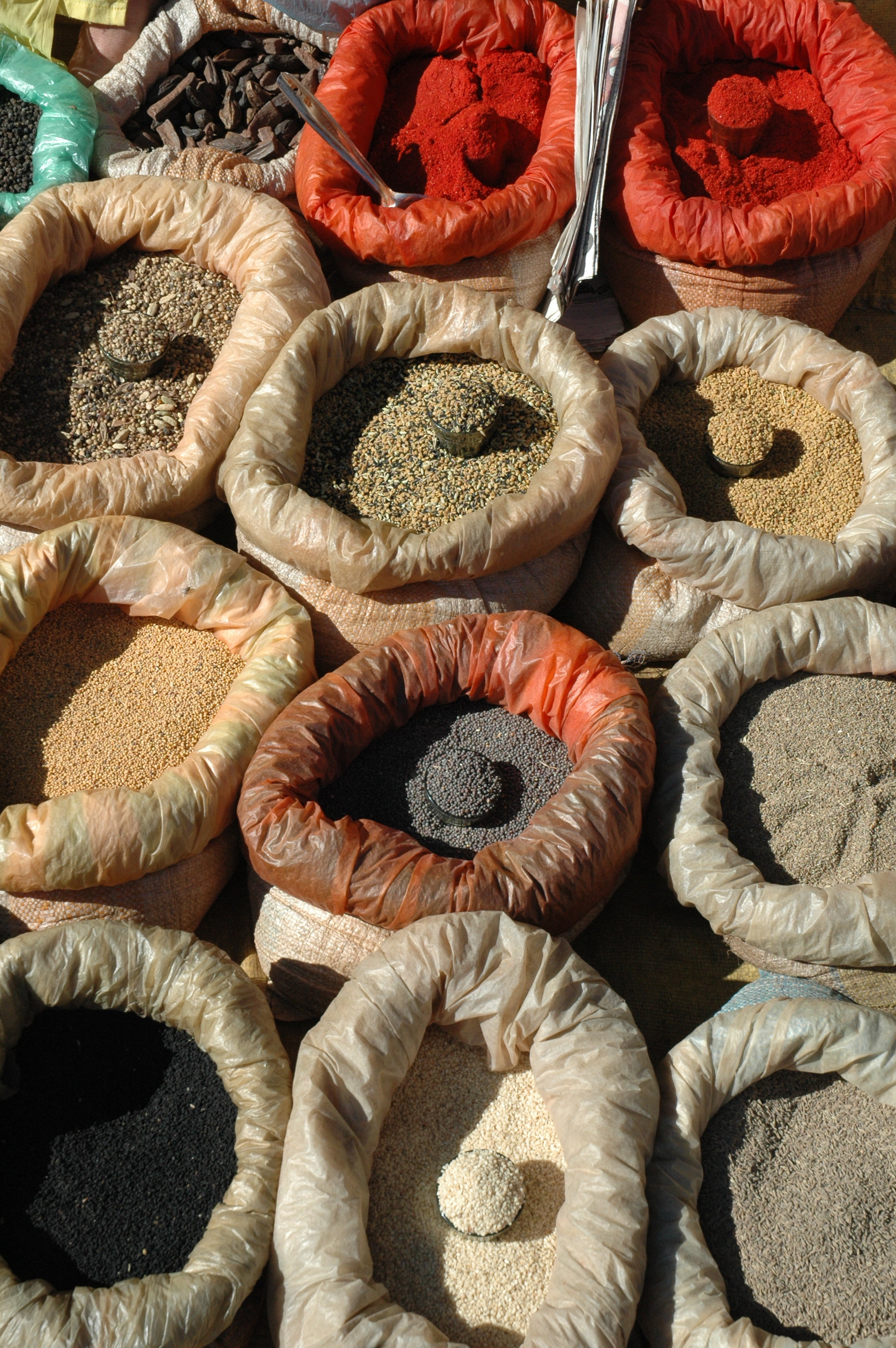
Typowy zestaw przypraw używany w kuchni indyjskiej.

Kuchnia indyjska – sztuka kulinarna Indii, obejmująca kuchnię hinduską i kuchnie innych grup Indusów.
Wiele czynników złożyło się na powstanie współczesnej sztuki kulinarnej Indii i na sposób odżywiania się mieszkańców tego ogromnego kraju (kuchnia indyjska). Indie zamieszkują liczne narodowości, społeczności, wyznawcy wielu religii, mówiący różnymi językami. Indie stanowią konglomerat narodowościowy i mozaikę kulturową. Ogromny wpływ na sposób odżywiania się wywołały wierzenia religijne. Pod pojęciem kuchni indyjskiej kryją się głównie kuchnie istniejące w Indiach. Wszystkie one stanowią dorobek Indusów i aczkolwiek różnią się niekiedy bardzo, to jednak na świecie znane są jako kuchnia indyjska. Ich wspólną cechą są indyjskie produkty spożywcze, a przede wszystkim specyficzne przyprawy.

## Historia
Z wykopalisk archeologicznych prowadzonych w rejonie doliny Indusu wiadomo, że już około 7000 roku p.n.e. uprawiano tam bakłażany, sezam indyjski oraz udomowiono bydło garbate. Z trzeciego tysiąclecia p.n.e. pochodzą natomiast najstarsze ślady upraw gorczycy, kardamonu, kurkumy i pieprzu.
Kautilja, minister i doradca króla Ćandragupty (322- 298 p.n.e.) opracował podręcznik sztuki zarządzania Arthaśastra, będący podręcznikiem dla książąt i bogatych poddanych. W jednym z rozdziałów tego podręcznika czytamy o obowiązkach nadzorcy rzeźni. Konie, byki, jelenie, ryby w jeziorach i dzikie ptactwo znajdowały się pod ochroną państwa. Zabronione było wejście do lasu będącego rezerwatem. Nadzorca miał prawo do schwytania określonej ilości zwierząt, ptaków i ryb. Sprzedażą mięsa rządziły szczegółowe i twarde prawa. Rzeźnicy mogli sprzedawać tylko świeże mięso i to bez kości, które musiały być usuwane z mięsa w obecności kupującego. Niedoważenie kupującego mięsa podlegało karze. Nakładano kary pieniężne za ubój mlecznych krów i cieląt. Zabroniona była sprzedaż mięsa z pokątnego uboju, jak i sprzedawanie tuszek bez głów, nóg i kości. Istniał również przepis zakazujący sprzedaży mięsa padłych zwierząt. Indusi powoli odzwyczajali się
od spożywania wołowiny. Przez pewien czas po wprowadzeniu zakazu konsumpcji wołowiny, jadano kozinę i baraninę.
Zmiany zaczęły następować za panowania cesarza Asioki (ok. 269-232 p.n.e.). Ten wyznawca buddyzmu zakazał masowego uboju na potrzeby dworu. Pod koniec swego panowania wydał dekret zabraniający zabijania krów.
W VIII w.n.e. zaczęły się najazdy plemion muzułmańskich na Indie. Pod koniec XII w. muzułmanie opanowali cały obszar północnych Indii. Najeźdźcy muzułmańscy wprowadzili na subkontynent indyjski nie tylko nowy system polityczny, ale również inny styl życia i zwyczaje, także kulinarne. Rządy Wielkich Mogołów (1556–1784), były bardzo tolerancyjne wobec wyznawców innej religii. Pod ich rządami miliony poddanych żyło bez przeszkód według przykazań hinduizmu.
Islam nakazuje swym wiernym ściśle przestrzegania praw żywienia – halal. Również ubój zwierząt i przygotowanie mięsa do spożycia musi odbywać się według zasad halal. Tak jak ortodoksyjni Żydzi nabywają mięso wyłącznie od rzeźników koszernych, tak i prawowierni muzułmanie zaopatrują się w mięso w sklepach halal. Koran nawołuje swych wiernych do spożywania jadła według ściśle określonych praw:

O Wy, którzy wierzycie,
Jedzcie dobre rzeczy,
Którymi was obdarzyliśmy
i dziękujcie Bogu,
jeśli go czcicie!
On zakazał wam tylko:
padlinę, krwi i mięsa wieprzowego
i tego, co zostało złożone na ofiarę
czemuś innemu niż Bogu.
Lecz ten kto został do tego zmuszony,
nie będąc buntownikiem ani występnym,
nie będzie miał grzechu.

Wzajemne oddziaływanie różnych kultur, religii, zwyczajów i upodobań wzbogaciło regionalne kuchnie hinduskie. Przyjmowano nowe metody przygotowywania oraz przyrządzania mięsa i potraw pochodzących z innych części Azji i Bliskiego Wschodu. Zachowały się one w kuchni induskiej i stosowane są do dziś, obok tradycyjnych metod hinduskich.
W domach indyjskich muzułmanów, w Pakistanie i Bangladeszu przyrządza się potrawy według nakazów islamskich. Poza tymi największymi wspólnotami religijnymi również sikhowie, żydzi, parsowie i chrześcijanie stworzyli własne kuchnie, na które oddziaływały jednak miejscowe warunki środowiskowe i lokalny rynek żywnościowy.
Tajniki tradycyjnej induskiej sztuki kulinarnej przekazywane były ustnie z pokolenia na pokolenie. Dobry kucharz cieszył się ogromnym uznaniem.
Na starożytnych dworach hinduskich władców kuchmistrz był szanowany i traktowany na równi z uczonymi, artystami, astrologami i lekarzami. Wielcy mistrzowie kuchni specjalizowali się w określonych dziedzinach sztuki kulinarnej. Doskonalili swój kunszt w przyrządzaniu wymyślnych potraw
z ryżu, mięsa i warzyw oraz na wynajdowaniu przepisów na dania słodkie. Dzięki nim dysponujemy dzisiaj niemal magicznymi, wypracowanymi przez lata, proporcjami w przepisach kuchni hinduskiej.

## Poglądy ajurwedy
Tradycyjna indyjska medycyna, nazywana ajurwedą podaje klasyfikację smaków opartą na budowie materii wszechświata według ortodoksyjnej filozofii sankhja. W zależności od działania na umysł bądź ciało człowieka prawidłowo skomponowane jedzenie zawiera w sobie trzy elementy, nazywane ogólnie gunami (skt. jakość, nić, cecha). Są to sattwa, radźas i tamas. Uważa się, że pierwszy z nich oddziałuje przede wszystkim na duchowość, a do żywności takiej zaliczane są głównie zboża, warzywa, oraz nabiał. Stałe prowadzenie diety opartej na sattwie, polecane wedle nauk jogicznych, prowadzi do umysłowego oczyszczenia, a w skrajnych przypadkach do stanu doskonałej bezstronności. Analogicznie do schematu piramidy potrzeb Abrahama Maslowa, spożywanie pokarmu obfitującego w sattwę jest wyrazem najwyższego kulinarnego spełnienia i wiąże się z zaspokojeniem potrzeb niższego rzędu, takich jak pozostałe radźas, oraz tamas. Pierwsza z nich w metafizycznej filozofii szkoły sankhja symbolizuje wymiennie akcję, przemianę, pasję bądź narodziny. Ponieważ indyjski sposób odbierania rzeczywistości charakteryzuje daleko posunięta płynność materii, pierwiastek radżas posiada więc zarówno wyjątkowo aktywna i zaangażowana emocjonalnie osoba, jak i pożywienie, które według Sankhji stymuluje podobne doznania. Zalicza się do nich zatem wszelkie używki i napoje o działaniu pobudzającym, w tym kawę, herbatę, czekoladę, a nawet coca-colę, ze względu na zawartą w niej kofeinę. W tej grupie znajduje się także większość indyjskich przypraw oraz sól. Ostatnia z wymienionych wcześniej gun to tamas. Większość szkół hinduistycznych i buddyjskich zgadza się co do istnienia tego pierwiastka, który ma odzwierciedlać najniższe ludzkie popędy i słabości, a w sztuce kulinarnej – skłonność do nieumiarkowanego jedzenia i picia. Na uwagę zasługuje fakt, że ajurweda całkowicie pomija w swojej klasyfikacji mięso.

## Regionalizacja
Z uwagi na ogromne zróżnicowanie kulturowe subkontynentu pojęcie kuchnia indyjska to stosunkowo ogólny i nieprecyzyjny termin. Zasadniczy podział wyróżnia kuchnie południa i północy Indii. Związane jest to ze względną odrębnością etniczno-religijną południa – w użyciu są tam nieindoeuropejskie języki drawidyjskie, karnacje mieszkańców są na ogół ciemniejsze, a dominujące wyznanie stanowi hinduizm. Dokładniej analizując na tradycyjną indyjską sztukę kulinarną składają się cztery podstawowe kuchnie, zlokalizowane tak jak cztery strony świata.

### Kuchnia zachodu
Kuchnia zachodnia Indii to przede wszystkim kuchnia bombajska.
Do najbardziej znanych potraw tej kuchni należą – kaczka po bombajsku i bombajska chałwa. Bombaj, jak każdy wielki port morski, ma charakter kosmopolityczny, czego odzwierciedleniem jest miejscowa kuchnia, w której podaje się potrawy z innych regionów Indii. Drugą wartą odnotowania kuchnią zachodnich Indii jest kuchnia Goa. Różni się ona od kuchni bombajskiej, lecz zachowuje walory smakowe specyficzne dla kuchni zachodnich Indii. Różnice wynikają z wpływów, jakie na tę kuchnie wywarli portugalscy katolicy, którzy osiedlili się tam w XVI i XVII w. i rozpowszechnili w tym rejonie swą wiarę i zwyczaje, także kulinarne.

### Kuchnia północy
Na kuchnię północnej części kraju duży wpływ wywarł natomiast islam. Muzułmańscy władcy z dynastii Wielkich Mogołów przez wiele wieków kształtowali przyzwyczajenia kulinarne tamtejszej ludności, takie jak unikanie spożywania wieprzowiny i skłonność do łagodniejszych potraw z powszechnym zastosowaniem kurczaka. Większość indyjskich restauracji w Polsce oferuje kulinaria z północy kraju.
Na północy, gdzie przeważa uprawa pszenicy, podstawowym pożywieniem są podpłomyki-chlebki (ćapatti) w kształcie dużych placków. Sztuka kulinarna północnych Indii to głównie kuchnia muzułmańska, bogata
w potrawy z mięsa baraniego i koziny oraz drobiu. Istnieje wiele smakowitych potraw przygotowanych na modłę „mughlai” – po mogolsku. W XVI w. Mogołowie doprowadzili swoją sztukę kulinarną do pełnego rozkwitu, podstawą ich kuchni, w odróżnieniu od kuchni Indii południowych, były potrawy mięsne. Na północy pieczono mięso i chlebki w słynnych piekarnikach w kształcie beczki, zwanych tanduri. Piekarniki te są do dzisiaj w użyciu. Najbardziej znaną potrawą północnych Indii jest curry (kari), mięso duszone z wieloma przyprawami, podawane ze specjalnie przyrządzonymi warzywami oraz różnymi pilawami. Do każdego nieomal posiłku podaje się gotowaną soczewicę. Cały posiłek doskonale łączy jogurt z warzywami lub owocami (raita), marynaty oraz pikantny, ostro-kwaśny, niekiedy słodki sos (chutney) albo sałatka
z warzyw lub owoców. Desery przyrządzane są przede wszystkim z mleka. Herbatę gotuje się z mlekiem i cukrem. Taki napój jest bardzo mocny i słodki.

### Kuchnia wschodu
W daniach w kuchni bengalskiej bardzo popularne są ryż i soczewica oraz ryby. Kuchnia ta oferuje mniejsze zestawy potraw niż inne kuchnie Indii. Podstawą żywienia ludności zamieszkujące wschodnie Indie są smażone placki – chlebki oraz ryż. Kuchmistrze tego regionu słyną natomiast z umiejętności przyrządzania słodkich potraw z białego sera.

### Kuchnia południa
Wskutek religijnego zakazu spożywania wołowiny rozwinęła się tam znakomicie kuchnia wegetariańska, a posiłki są ostrzejsze i spożywa się je tradycyjnie palcami prawej dłoni (lewa ręka uważana jest w Indiach za nieczystą). Nawet koncern McDonald’s zmuszony był przystosować się do specyfiki miejscowej kuchni, dzięki czemu w ofercie tamtejszej sieci barów szybkiej obsługi znaleźć można szeroki wybór dań wegetariańskich.
Nie mniej istotny jest także bardziej charakterystyczny dla południa upalny klimat strefy monsunowej.
Południowe Indie słyną z bardzo ostrych potraw, w tym również curry.
Na tym obszarze uprawia się co prawda niewiele ryżu, jednakże stanowi on podstawę wyżywienia. Kuchnia madraska jest typowa dla sztuki kulinarnej tego regionu. Do bardzo wielu potraw dodaje się miąższ i mleczko z kokosów. Posiłek kończy się potrawą z ryżu i jogurtu, która łagodzi ostrość piekących, ostrych potraw. Do ostrych potraw podaje się również pachami- przyprawiony jogurt podobny do raity podawanej w północnych Indiach. Na śniadanie podaje się dosa (naleśniki z mąki ryżowej), placki z różnych mąk z dodatkiem chutney i sambar (mieszanka ostrych przypraw smażona z czarną fasolą lub soczewicą) oraz ostrą zupę z soczewicy. Chętnie pija się kawę z mlekiem. Kawa dobrego gatunku uprawiana jest w tym rejonie. Większość ludności zamieszkującej południe Indii to hindusi niejadający mięsa. Potrawy mięsne przyrządzane są tam przez miejscowych wyznawców islamu lub chrześcijan.

### Kuchnia diaspory
Potrawy kuchni indyjskiej zyskały popularność na całym świecie. W Wielkiej Brytanii, jako byłej metropolii i głównym celu imigracji zarobkowej Hindusów, najważniejszą zasługą Brytyjczyków dla kuchni orientalnej było spopularyzowanie produkcji i konsumpcji herbaty (hind. chai) w XIX wieku. Mniej istotne wpływy kulinarne wywarły na Indie kraje buddyjskie i Portugalia.

## Składniki potraw
Produkty
- Besan – mąka z ciecierzycy (cieciorki)
- Ćapati atta – gruba mąka na ciapati
- Ghi – sklarowane masło
- Karela
- Lokki
- Mleko kokosowe
- Okra lub bhindi
- Tinda
- Woda tamaryndowa

### Ghee
Osobny akapit poświęcić należy ghee (hind. घी od skt. ghṛta / घृत; dosł. skropiony), które stanowi w Indiach popularny zamiennik masła i oleju. W przeciwieństwie do rodzimego odpowiednika ten tłuszcz zwierzęcy posiada jednak dużo większą trwałość – można go bez obaw przetrzymywać miesiącami w temperaturze pokojowej. Efekt uzyskuje się poprzez długotrwałe gotowanie masła na małym ogniu, które usuwa zawarte w nim enzymy i mikroorganizmy. Podczas procesu klarowania regularnie wytrąca się także białka i inne substancje, pozostawiając tylko sam tłuszcz. W przeciwieństwie do zwykłego masła, ghi nie zmienia zatem smaku nawet w momencie dymienia, dzięki czemu znalazło szerokie zastosowanie w smażeniu i duszeniu indyjskich przysmaków. Specyfik ma także ważne znaczenie religijne; jest używany podczas rytualnych, wedyjskich libacji oraz obrzędów pudźy. Jadźurweda posiada nawet osobny hymn na temat tego tłuszczu. Tradycyjna medycyna ajurwedyjska podaje natomiast, że jedzenie ghe przywraca potencję i aktywność seksualną, usprawnia proces gojenia się ran oraz zwiększa koncentrację.

### Mięso
Wyznawcy hinduizmu z wyższych klas nie spożywają w zasadzie mięsa. Wyznawcy islamu (jest ich
w Indiach ponad 120 mln) nie spożywają wieprzowiny. Podobnie wyznawcy judaizmu. Jednakże wyznawcy obu tych religii jedzą wołowinę, baraninę i kozinę. Duża część ludności zamieszkującej Indie nie jada żadnego mięsa, niektórzy z wyboru (bramini lub wegetarianie) inni z ekonomicznej konieczności. Ci jednak, którzy jedzą mięso, stosują się dość ściśle do nakazów i zakazów swej religii. Często dochodziło do krwawych rozruchów, a nawet powstań na tle nieprzestrzegania tych nakazów.
Induscy chrześcijanie nie ograniczają swego pożywienia do mięsa określonych zwierząt, jedzą w zasadzie wszystkie mięsa. Zwyczajowo jednak w każdy piątek spożywają ryby. Związane to jest z tradycją dawnych chrześcijan. Niektórzy mieszkańcy Bengalu również chętnie spożywają ryby. Na ewolucję kuchni induskiej duży wpływ wywarły najazdy obcych ludów. Na podbitych obszarach narzucili oni swe wierzenia religijne, zwyczaje, systemy sprawowania władzy. Miejscowa ludność przyjmowała również zwyczaje kulinarne najeźdźców. Rozszerzyła się lista produktów spożywczych, wzbogacały sposób ich przyrządzania.

## Przyprawy
Sposób podawania przypraw jest zróżnicowany regionalnie – na północy preferuje się zmielony proszek, podczas gdy kucharze na południu kraju używają najczęściej całych ziaren, niewielkich kawałków korzeni lub listków.
Osobliwe jest zastosowanie w kuchni indyjskiej rzadko spotykanych w Polsce dodatków, takich jak asafetyda. Posiada ona szczególnie niemiły zapach, przez co nazywana jest czasem czarcim łajnem lub smrodzieńcem – jednak subtelne jej użycie wzbogaca bukiet smakowy potraw i pozytywnie wpływa na wyrazistość innych dodanych przypraw. Indyjska sztuka aromatyzowania doprowadziła do tego, że na XVI-wiecznych dworach Wielkich Mogołów w jednym daniu wyczuć można było do dwunastu różnych zapachów i smaków.

### Lista przypraw i masal
- Adrak – imbir
- Amchur – suszone mango
- Anardana – nasiona granatu
- Asafetyda
- papryka chili
- Chironji
- Curry
- Czarnuszka
- Dhania – kolendra
- Elaichi – kardamon
- Garam masala
- Haldi – kurkuma, ang. turmeric
- Hari mirchi – zielone chili
- Hing – asafetyda, czarcie łajno
- Imli – owoce tamaryndowca
- Jaiphal – gałka muszkatołowa, ang. nutmeg
- Javitri – kwiat muszkatołowy, ang. mace
- Jeera – kmin indyjski, kmin rzymski
- Kala namak
- Lal mirchi – czerwona papryka
- Kalonji – czarnuszka
- Kasoori methi – suszony liść kozieradki
- Khus khus – nasiona maku
- Kolendra
- kozieradka
- Lavang – goździki
- Liście curry
- Methi – nasiona kozieradki
- Nimbu – limonka
- Pieprz biały
- Pieprz cayenne
- Pieprz czarny
- Sarson – nasiona czarnej gorczycy
- Saunf – fenkuł, koper włoski
- Shahi jeera – czarny kmin
- Singodha powder
- Sumac
- Sweet Makhana
- Tej patta – liść podobny do laurowego
- Til – nasiona sezamu

## Przykładowe potrawy

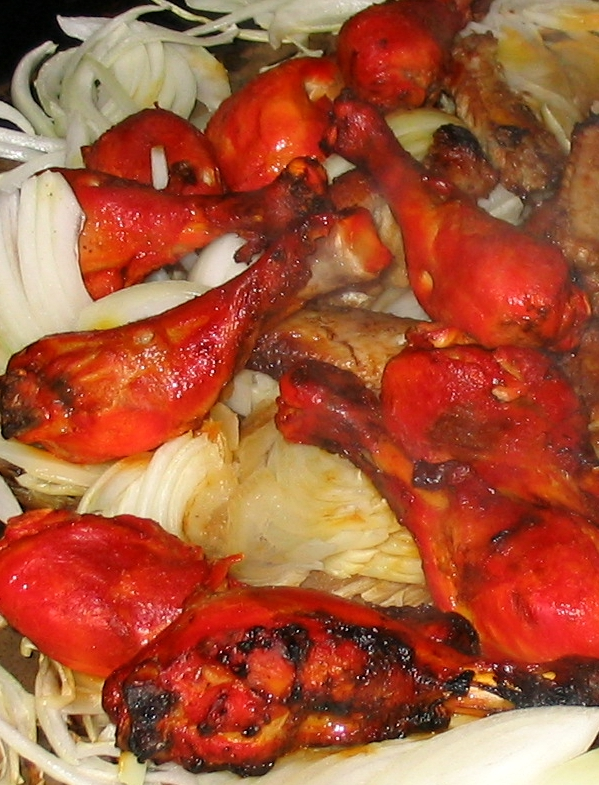
Kurczak tandoori.

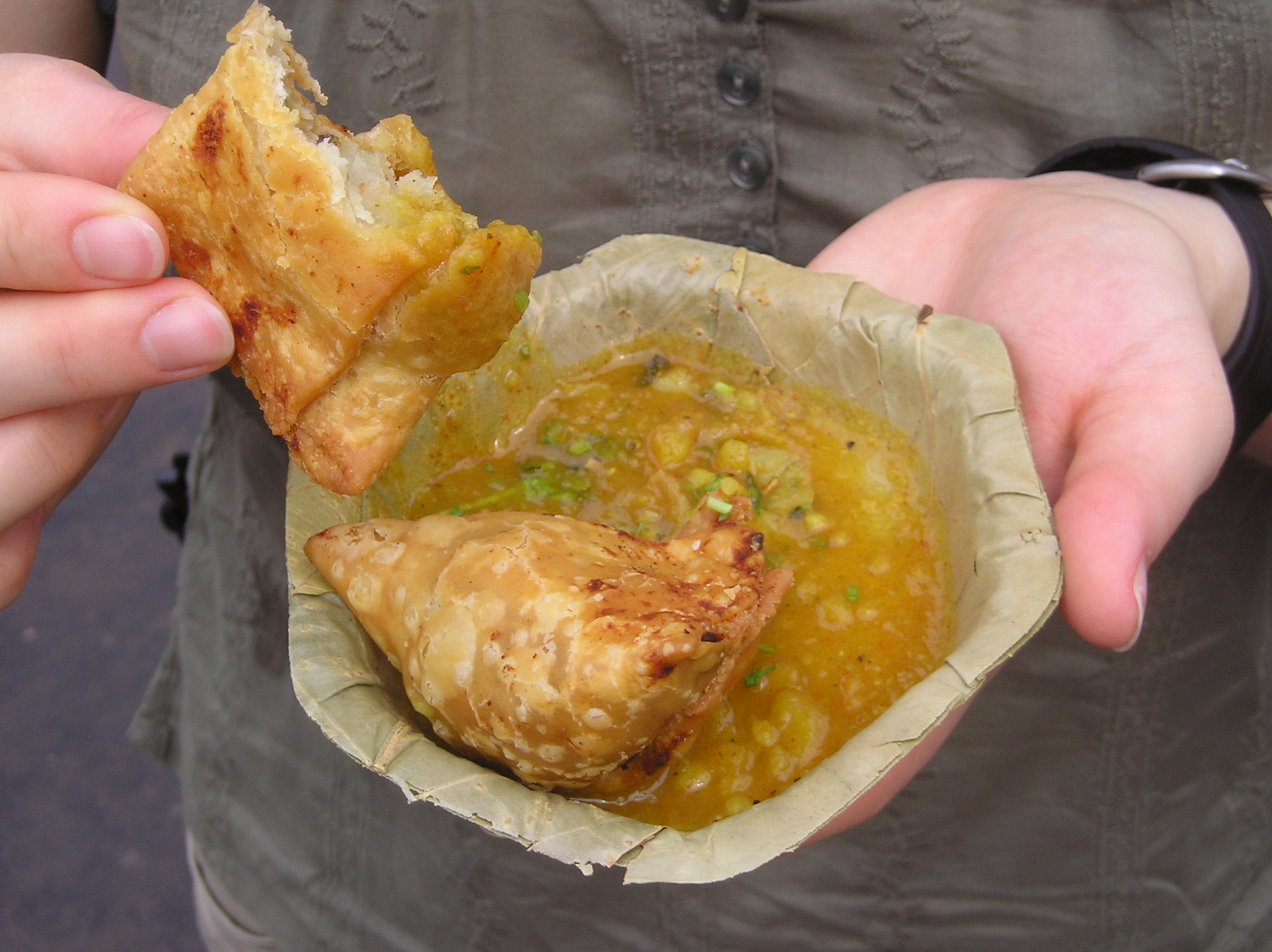
Pierożki samosa sprzedawane przez ulicznego sprzedawcę w Delhi

Zwykły posiłek hinduski składa się zazwyczaj z 2-3 dań, z obowiązkową soczewicą, ryżem, marynatami, jogurtem i sosem chutney. Ilość potraw zwiększa się na specjalne uroczystości rodzinne i święta. Przygotowuje się wtedy więcej dań mięsnych i rybnych, a w domach wegetarian – dań z warzyw oraz różne sosy i sałatki. Ryż może być zastąpiony chlebkami indyjskimi- podpłomykami (ćapati), w bogatych domach podaje się ryż i chlebki. Posiłek kończą orzechy, świeże lub suszone owoce albo nasiona i orzeszki mocno przyprawione korzeniami (pan) oraz napar z korzeni ułatwiający trawienie, jak na przykład napar z nasion włoskiego kopru lub kardamonu.
- Bandgobhi alu sabzi – smażona kapusta z ziemniakami
- Cham cham
- Chleb naan, ćapati, lub roti
- Dal – zupa z soczewicy
- Dosa
- Gulab jamun
- Kofta
- Laddu
- Pakora
- Pani puri
- Papad
- Phal ka pakora – owoce smażone w cieście
- samosa – trójkątne pierożki

## Dania tanduri
Synonimem indyjskiej kuchni jest użycie glinianego pieca tandoor, które pozwoliło na poszerzenie oferty kuchni ulicznej do niespotykanych nigdzie indziej rozmiarów. Dzięki skupiskom emigracji orientalne przekąski typu tandoori zyskały popularność na całym świecie. Tanduri to duży gliniany piec o kształcie kotła, opalany węglem drzewnym lub nawozem z krowiego łajna wynaleziono prawdopodobnie jeszcze w czasach cywilizacji doliny Indusu. W starożytnych miejscowościach Mohendżo Daro i Harappa odnaleziono fragmenty tego naczynia, znanego wtedy pod nazwą kund. Temperatura może w nim osiągać 480 °C, a przeciętnie wynosi około 180 °C. Skraca to znacznie czas przyrządzania potraw, a produkty pieczone w ten sposób nie tracą wody i pozostają miękkie. Mięso marynuje się najczęściej w jogurcie i przyprawach, zanim zostanie włożone do pieca. Można je również uprzednio zabarwić charakterystyczną, kaszmirską chili lub szafranem.
Najczęściej stosuje się jednak tandoor do wypiekania nietypowego indyjskiego pieczywa naan. Pod względem struktury przypomina ono swoje bliskowschodnie odpowiedniki, jest jednak od nich nieco bardziej pulchne i stosunkowo mniejsze. Ciasto miesza się z drobinami czosnku lub kolendry i rzuca na ściany pieca tak, by nie odpadło od nich w trakcie pieczenia. Po upływie paru minut wyjmuje się je z tandoora charakterystycznym narzędziem o kształcie wydłużonego haka.

## Napoje

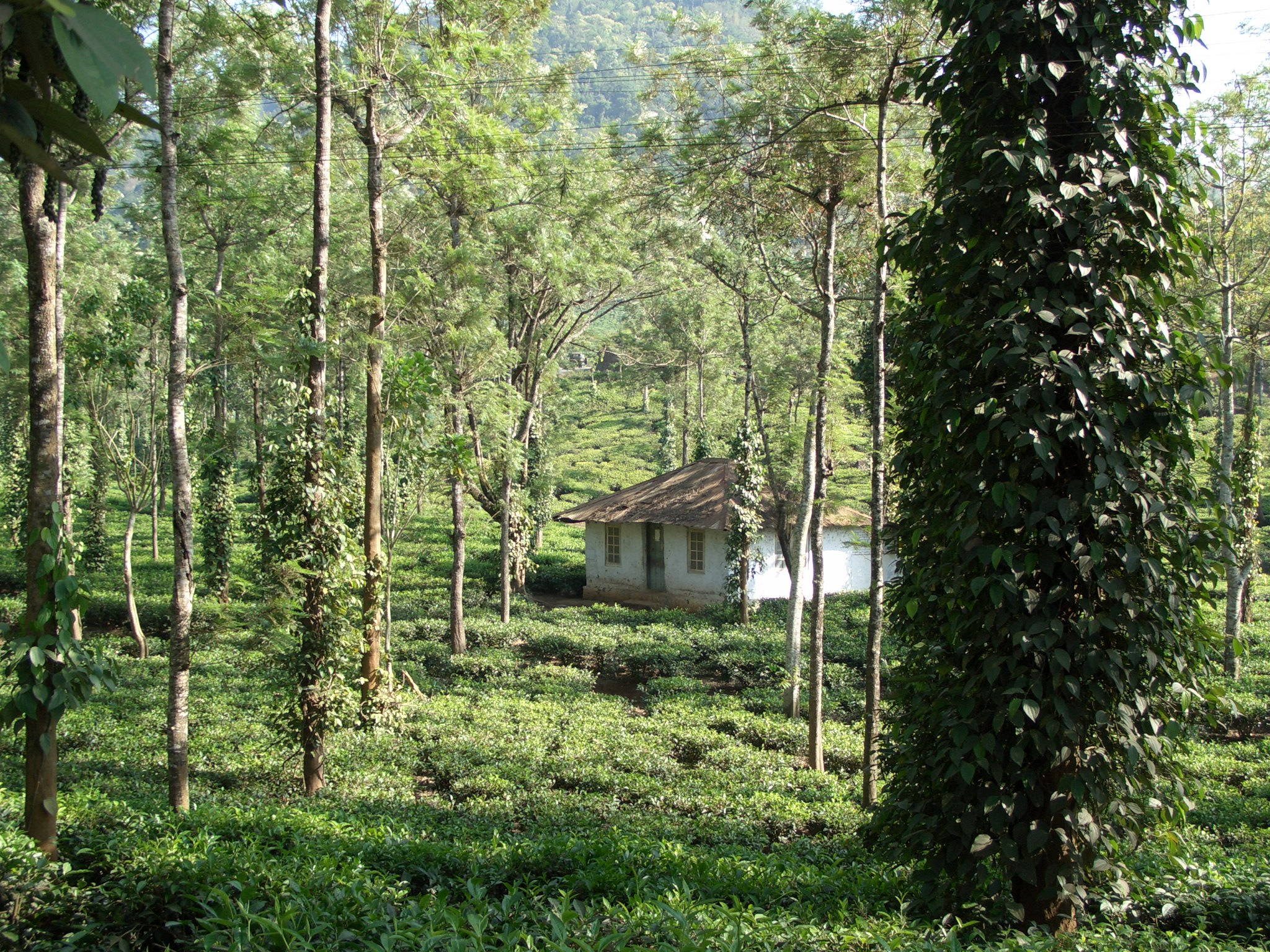
Plantacja herbaty w Indiach

Miejscowa legenda przypisuje początki picia herbaty buddyjskiemu mnichowi o imieniu Bodhidharma, który postanowił przez 7 lat medytować nie mrużąc oka. Gdy do końca kontemplacji został mu jeden dzień, zaczęły zamykać mu się powieki. Asceta zerwał więc kilka liści z drzewa, pod którym się znajdował i zaczął je żuć, dzięki czemu miało go opuścić zmęczenie.

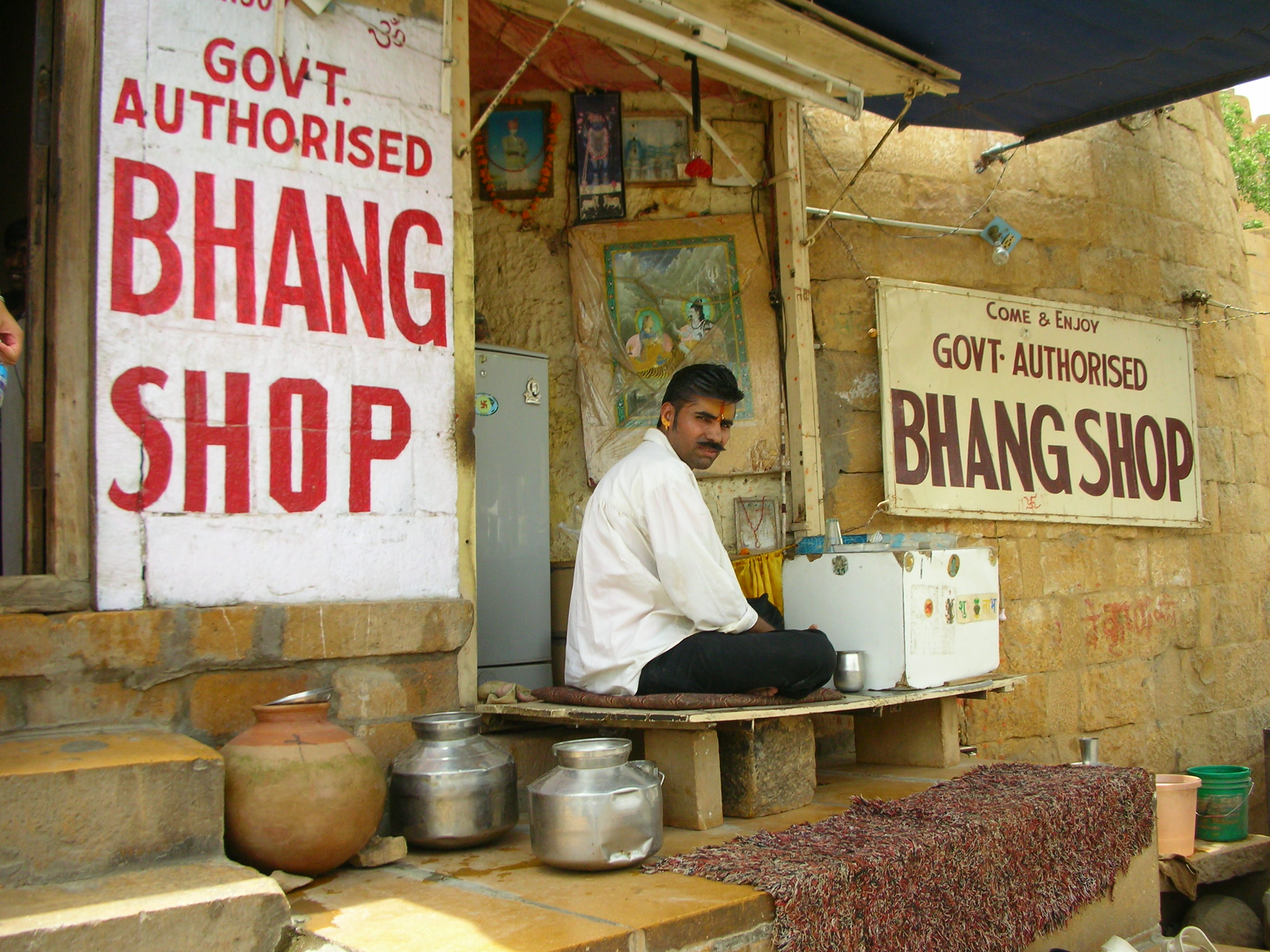
W celu zahamowania nadmiernego spożycia bhang indyjski rząd wydaje specjalne licencje dla właścicieli sklepów sprzedających ten specyfik. Większość z nich spotkać można na północy kraju, w pustynnym regionie Radżastan.

Indyjskie zamiłowanie do użycia przypraw znalazło odzwierciedlenie również w miejscowych napojach, a szczególnie w charakterystycznym dla południowej części kraju lassi. Ta orzeźwiająca mieszanka jogurtu, mleka i wody różanej, zaprawiona kardamonem lub kminem jest chętnie spożywana przez Hindusów podczas gorących, letnich dni. Współczesne wariacje na temat lassi dopuszczają użycie zmiksowanego miąższu z mango, cytryn lub truskawek. Osobliwa odmiana tego napoju to bhang lassi, do którego dodaje się wyciąg z liści i kwiatów konopi indyjskich nazywany bhang. Posiada on działanie narkotyczne i używany jest głównie do celów religijnych, w szczególności podczas Holi, hinduskiego święta radości i wiosny, oraz Vaisakhi, obchodów Nowego Roku u sikhów, przypadającego zazwyczaj na 13 kwietnia. Zbiega się on w czasie ze żniwami konopi, dzięki czemu w czasie trwania wiosennych ceremonii religijnych spotkać się można również z innymi napojami zawierającymi bhang, takimi jak bhang ki thandai – mieszaniny cukru, mleka, migdałów i różnego rodzaju przypraw. Uważa się, że od bhang pochodzi nazwa tradycyjnego indyjskiego tańca bhangra. W sztuce okresu Wielkich Mogołów obecne są motywy palenia bhang przy użyciu fajki wodnej. Występują one najczęściej w kontekście erotycznym. Stosunek konserwatywnej części społeczeństwa do tej używki jest na ogół sceptyczny, a hodowla konopi siewnych oficjalnie zabroniona.

## Pory posiłków
Główny posiłek dnia spożywa się najczęściej wieczorem i stanowi on zazwyczaj swoisty, rodzinny rytuał. Centralne miejsce na stole zajmuje zwyczajowo misa z charakterystycznym indyjskim ryżem, który dzięki dodaniu do gotującej się wody niewielkiej ilości szafranu nabiera specyficznej, żółtawej barwy i delikatnie zmienia smak. Wokół niej ustawia się mniejsze lub większe misy z poszczególnymi potrawami. Klasyczna kompozycja indyjskich dań obejmuje najczęściej 1-2 sałatki, 1 posiłek mięsny lub rybny, kilka niewielkich potraw wegetariańskich, pasty, pikle, pieczywo naan lub ćapati i ryż. Potrawy spożywa się tradycyjnie prawą dłonią poprzez nabieranie na pieczywo pozostałych dań.
Inne pory posiłków to skromne śniadanie oraz przekąski tandoori w ciągu dnia.
Na południu subkontynentu rozpowszechnione jest o tej porze picie mleka kokosowego obok najczęściej używanego bawolego; stanowi ono również ważny składnik tamtejszych specyfików kulinarnych.

## Sposób podania i etykieta

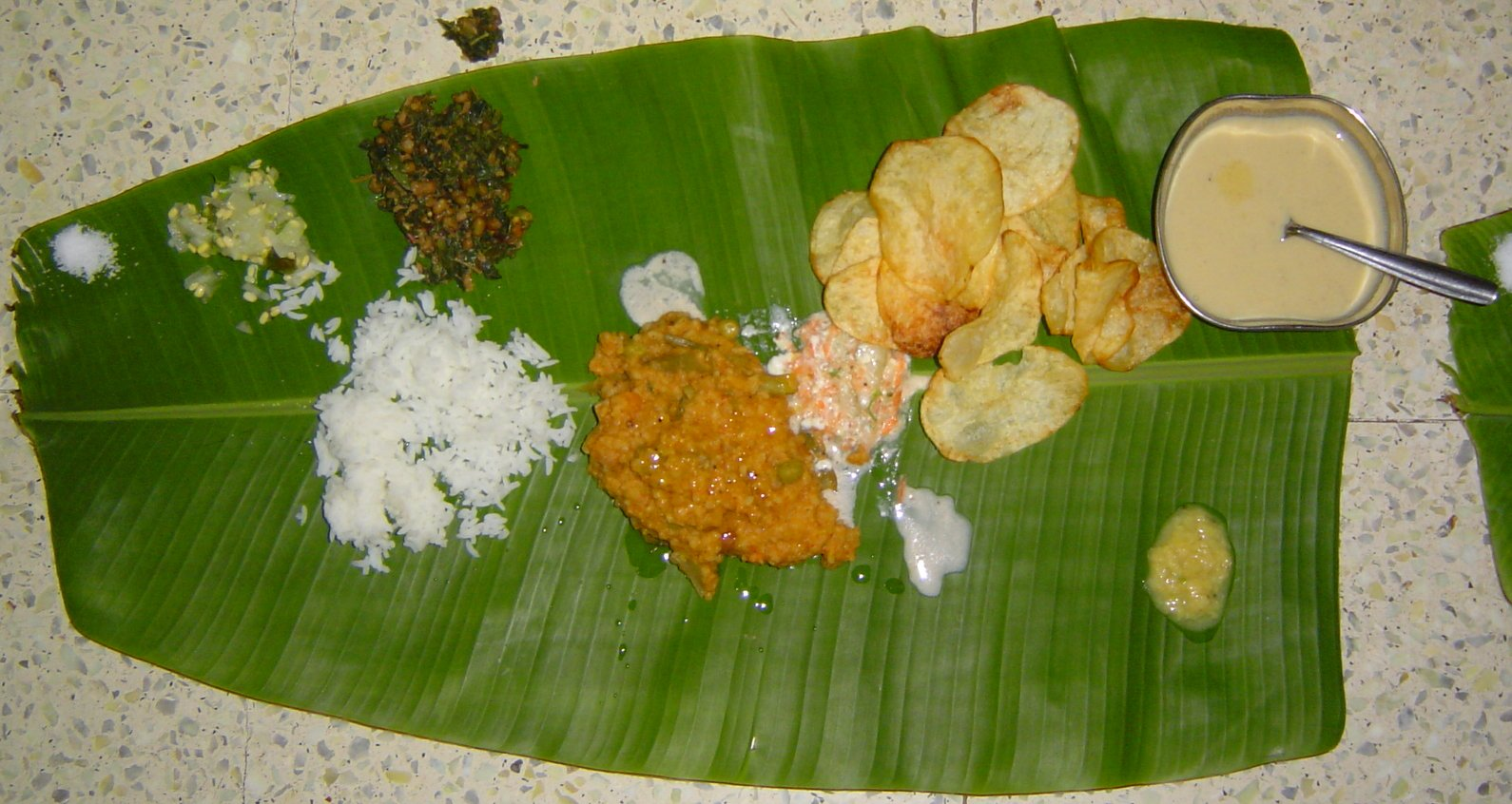
Podwieczorek z regionu Karnataka, podawany na vazhaillai.

Tradycyjnie cały posiłek podawany jest na dużych okrągłych tacach (thal) lub na małych (thali). Na tacach tych ustawia się miseczki ('katoris) z potrawami mięsnymi, warzywnymi, raitą, chutney, z sałatkami i deserami. Pośrodku tacy stawia się miseczkę z ryżem lub chlebkami. Każdy nabiera sobie potrawy w odpowiadającej mu, dowolnej kolejności. Indusi jedząc u siebie w domu nie używają sztućców, jedzenie nabierają palcami.
Południową część Indii wyróżnia także osobliwy sposób podawania posiłków na tzw. vazhaillai. Jest to świeżo zerwany liść bananowca, na którym układane są potrawy wedle rodzinnych zwyczajów i upodobań. Z uwagi na nieskończoną liczbę takich kombinacji trudno jest mówić o przeważających metodach porządkowania dań na liściu – przeważnie jednak dolna połowa vazhaillai zarezerwowana jest dla wszechobecnego na południu ryżu.